# Burgheim
Burgheim é um município da Alemanha, no distrito de Neuburg-Schrobenhausen, na região administrativa de Oberbayern, estado de Baviera.